# Ecce Homo (obraz Elíasa Garcíi Martíneza)
Ecce Homo (z łac. „oto człowiek”) – fresk autorstwa Elíasa Garcíi Martíneza przedstawiający Jezusa w koronie cierniowej, znajdujący się w Sanktuarium Łaski w hiszpańskiej Borji. Zdaniem prasy oryginalny obraz miał niewielką wartość artystyczną, zaś jego sława wynika z nieprofesjonalnej próby restauracji.

## Oryginalny fresk
Fresk został namalowany w 1930 r. Autor, profesor szkoły sztuk pięknych w Saragossie, przekazał dzieło miasteczku, w którym spędzał wakacje. Dodał, że „jest to rezultat dwóch godzin pracy dla Dziewicy Łaski”. Potomkowie malarza nadal zamieszkujący Saragossę byli świadomi, iż kondycja obrazu zaczęła podupadać; wnuczka artysty przekazała darowiznę na cel restauracji na krótko przed próbą odnowienia dokonaną przez Cecilię Giménez.

## Fresk po próbie renowacji

### Fenomen internetowy

Fresk po „renowacji” z odpowiedzialną za to Cecilią Giménez

Fresk stał się internetowym memem w sierpniu 2012 r. Cecilia Giménez, 80-letnia artystka amatorka, zamalowała oryginał próbując go odnowić. Korespondent BBC Europe stwierdził, że rezultat przypomina „naszkicowaną kredkami bardzo włochatą małpę w źle skrojonej tunice”. Odnowiona wersja, w „gorączce globalnej, internetowej wesołości” została ochrzczona „Ecce Mono” (łac. oto małpa), „Ziemniaczanym Jezusem”, a w polskim internecie „Jeżusem”. Całe wydarzenie porównano do sytuacji z filmu Jaś Fasola: Nadciąga totalny kataklizm.

### Znaczenie artystyczne
Nowa wersja została określona jako wielopłaszczyznowy komentarz odnoszący się zarówno do motywów sakralnych jak i świeckich. 20 000 ludzi podpisało internetową petycję, w której stwierdzono, iż fresk jest „inteligentnym odbiciem sytuacji politycznych i społecznych naszych czasów. Obraz ukazuje subtelną krytykę kreacjonistycznych hipotez głoszonych przez Kościół, jednocześnie kwestionując wyłanianie się nowych idoli”. We wrześniu 2012 r. grupa artystyczna Wallpeople zaprezentowała setki przerobionych wersji fresku na murze w Centre de Cultura Contemporània de Barcelona. Jeden z organizatorów stwierdził, iż „Cecilia stworzyła ikonę popkultury”.

### Atrakcja turystyczna
Zainteresowanie turystyczne freskiem nasiliło się do tego stopnia, iż kościół zaczął pobierać opłaty za możliwość jego obejrzenia. Prawnik pani Giménez stwierdził, że jego klientka chciałaby pobierać część profitów, by przekazać je na akcje charytatywne związane z leczeniem atrofii mięśni, na którą choruje jej syn.